# ترجوم شني
ترجوم شني، المعروف أيضًا باسم ترجوم إستير الثاني، هو ترجمة آرامية (ترجوم) وشرح لسفر إستير. والجدير بالذكر أن الرواية الكتابية مُزينة بكمية كبيرة من المواد الجديدة غير القانونية في هذا الترجوم.
يُشار إلى هذا النص أحيانًا باسم الترجوم الثاني لإستير، وذلك لمقارنته بترجوم آخر أقصر لسفر إستير يُعرف باسم ترجوم ريشون، أو الترجوم الأول لإستير.  وقد كانت العلاقة وأوجه التشابه بين هذين الترجومين محورًا مهمًا لأبحاث العلماء.

## الاختلافات عن سفر أستير
تصف الموسوعة اليهودية هذه القصة بأنها "مِدْرَشأصيل ومُفْرِط" ، أي تفصيل حر من النوع غير المعتاد في الأدب الحاخامي.
من الإضافات الجديرة بالملاحظة في هذه القصة، قيام الملك سليمان بإقامة وليمة لجيش هائل من الحيوانات والطيور والأرواح الشيطانية التي كان يعتبرها رعاياه. لكن الهدهد يرفض الحضور، مُحتجًا بأن سليمان أدنى من ملكة سبأ . فيرسل سليمان في طلب الملكة، ويضعها في غرفة مصنوعة من الزجاج، ويكشف من خلال ذلك أن ساقيها مُشْعِرَتان. وتطلب منه الإجابة على ثلاثة ألغاز قبل أن تُبدي له الاحترام:
- صهريج من الخشب، ودلاء من الماء، تسحب الحجارة، وتجعل الماء يتدفق. - أنبوب من الكُحْل.
- ما هو الشيء الذي يخرج من الأرض كالتراب، ويأكل التراب، ويُسكب كالماء، ويلتصق بالبيت؟ - النافثا.
- ما هو الشيء الذي يعمل كنذير شؤم (أو كعاصفة)، ويتقدم الجميع منه، ويصرخ بصوت عالٍ ومرير ورأسه منحني كاندفاعة، وهو سبب الثناء للأحرار، والعار للفقراء، والشرف للموتى، والعار للأحياء، والفرح للطيور، والحزن للأسماك؟ - الكتان.

يحل سليمان الألغاز، ويتبادل الاثنان الهدايا. وتُعد هذه الألغاز أمثلة جديرة بالملاحظة للألغاز العبرية.

## المخطوطات
بالإضافة إلى ذلك، توجد خمس عشرة مخطوطة معروفة لهذا النص، تعود إلى الفترة ما بين القرنين الثاني عشر والخامس عشر الميلاديين (اكتُشفت في أوروبا، وخاصةً إيطاليا واليمن)، ويُؤرَّخ أقدمها بعام 1189 ميلاديًا.

## تاريخ
في القرن التاسع عشر،اقترح العلماء مجموعة من التواريخ المحتملة لظهور هذا النص، فمنهم جيلبهاوس الذي رجّح تاريخًا مبكرًا يعود إلى القرن الرابع الميلادي ،وكاسل الذي رأى أنه ظهر في القرن السادس الميلادي، ومونك الذي قدّر تاريخه في القرن الحادي عشر الميلادي .ويبدو أن القرن الحادي عشر هو الحد الأقصى للتأريخ؛ إذ يُعرف أن الحاخام إلعازار استخدم هذا النص في ذلك الوقت . وبالمثل، فقد ثبت أن هذا النص يعتمد على التلمود البابلي(وبالتالي يسبق تاريخ تدوينه النهائي).
يستقر الإجماع الحالي على تأريخ ترجوم شني في الفترة الواقعة بين أواخر العصر البيزنطي وأوائل العصر الإسلامي  .ويرى جروسفيلد أنه يعود إلى أوائل القرن السابع الميلادي، أي قبل ظهور الإسلام، مستندًا في ذلك إلى وصفه لروما بأنها ستُكنَس لصالح ابن داود .غير أن باحثين آخرين أشاروا إلى أن هذه الحجة تعتمد على قراءة موجودة في مخطوطة واحدة فقط . بينما جادل إيفراتي بأن تاريخه يعود إلى القرن العاشر الميلادي، استنادًا إلى أوجه التشابه مع نصوص أُلِّفت في تلك الحقبة، بما في ذلك كتاب "De Ceremoniis" و"Midrash Abba Gorion" . ويفضل مدخل موسوعة "Judaica" الخاصة بهذا النص تاريخًا يتراوح بين القرنين السابع والثامن الميلاديين، وذلك استنادًا إلى السمات اللغوية للنص الآرامي (الجليلي)، مثل اختياره للكلمات اليونانية المستعارة .ويرجح كليمي تاريخًا سابقًا للإسلام نظرًا لمعرفة النصوص بالأفكار المسيحية، والنزاعات المناهضة للمسيحية، والكلمات اليونانية، والأسماء الرومانية، ولكن مع الغياب المتزامن للمعرفة بالمفاهيم الإسلامية/المناهضة للإسلام الموازية، وعدم وجود تناقضات تاريخية تعود لما بعد الإسلام [5]. وبشكل عام، تميل الدراسات الحديثة إلى تفضيل تاريخ ما قبل الإسلام .واستنادًا إلى تحليل مقارن للروايات المتوازية لقصة سليمان في ترجوم شني والقرآن الكريم، خلص زيشان غفار إلى أن الرواية في القرآن الكريم تفترض وجود رواية ترجوم شني، مما يشير إلى أنها أقدم من الإسلام.

## ترجوم شني والقرآن

### المتوازيات
لاحظ الباحثون في الدراسات القرآنية أوجه تشابه بارزة بين رواية ترجوم شني والرواية القرآنية لسليمان والملكة في سورة النمل (27: 15-44) [1]. فبحسب سورة النمل، الآيتين 16 و17، بعد أن ورث سليمان المُلك عن داود، عُلِّمَ "منطق الطير" وكان له جيش مؤلف من "الجن والإنس والطير". وبالمثل، يؤكد ترجوم شني 1:3 أيضًا، بعد وصف تولي سليمان العرش، أن "الشياطين والأبالسة والوحوش الضارية والأرواح الشريرة والحوادث" كانت طائعة له، وأن جميع أنواع الحيوانات والأسماك والطيور وغيرها أتت إليه طواعية لتُذبح ويأكلها. ويتابع القرآن الكريم حديثه عن سليمان: "وتَفَقَّدَ الطَّيْرَ فَقَالَ مَا لِيَ لَا أَرَى الْهُدْهُدَ أَمْ كَانَ مِنَ الْغَائِبِينَ * لَأُعَذِّبَنَّهُ عَذَابًا شَدِيدًا أَوْ لَأَذْبَحَنَّهُ أَوْ لَيَأْتِيَنِّي بِسُلْطَانٍ مُبِينٍ" 1 (الآيتان 20-21). وبالمثل، يتابع ترجوم شني بعد الاقتباس السابق بقليل: "حينئذٍ، فُقِدَ ديك الغاب بين الطيور، ولم يُعثر عليه. فأمر الملك غاضبًا بإحضاره أمامه، وإلا أهلكه". ثم يتحدث القرآن عن عودة الطائر إلى سليمان وإخباره بالعثور على مملكة تُدعى سبأ، تحكمها امرأة تملك كل شيء ولها عرش عظيم، لكنها تعبد الشمس بدلًا من الله (الآيات 22-25). وبالمثل، في ترجوم شني، يعود الديك إلى سليمان ويخبره بأنه وجد مملكة تحكمها امرأة، هي "ملكة سبأ"، وأن هذه المملكة تتمتع بموارد لا تنتهي تقريبًا وأن شعبها يعبد البحر بدلًا من الله. وتستمر الروايتان بعودة الطائر إلى المملكة مرة أخرى وإرساله رسالة إلى ملكة سبأ، يأمرها فيها بالخضوع لحكم سليمان وإلا سيُرسل جيش لتدميرها وتدمير مملكتها. ثم تذكر الروايتان أن ملكة سبأ، لعدم فهمها ما يجب عليها فعله، لجأت إلى مجلسها طلبًا للنصيحة. ففي القرآن، يخبرها المجلس أن القرار قرارها، بينما في ترجوم شني يصبح القرار قرارها أيضًا، ولكن لعدم ثقتها بمجلسها. وفي كلتا الروايتين، تُرسل ملكة سبأ مبعوثين يحملون الهدايا إلى سليمان. وتستمر الروايتان بالقول إن ملكة سبأ قررت الذهاب إلى سليمان بنفسها، وخضعت له، وانتهى بها الأمر إلى عبادة الإله الواحد الحق

### علاقة
تعتمد الطبيعة الدقيقة لهذه العلاقة على تحديد أي النصين أسبق. ففي حين يُؤرَّخ القرآن الكريم ببداية القرن السابع الميلادي، تتفاوت التواريخ المقترحة لترجوم شني تفاوتًا كبيرًا، وتشمل فرضيات تشير إلى تواريخ ما قبل الإسلام وما بعده. ومع ذلك، يرى بعض العلماء الذين يعتبرون القرآن أقدم أن ترجوم شني يتضمن تقاليد يهودية وفلكلورية أقدم، وربما يشمل مدخلات مسيحية تعود إلى القرن السادس الميلادي، والتي كانت أقرب إلى تلك المُقدَّمة في ترجوم شني . أما الرأي الأحدث فيرجح أن القرآن الكريم يفترض وجود الرواية الموجودة في ترجوم شني.

## الطبعات والترجمات
- برنارد جروسفيلد، ترجومان سفر أستير، المطبعة الليتورجية، 1991.

### الاستشهادات
1. ↑  Damsma، Alinda (2014). "The Targums to Esther". European Judaism: A Journal for the New Europe. ج. 47 ع. 1: 127–136. ISSN:0014-3006. JSTOR:42751220. مؤرشف من الأصل في 2023-08-20.
2. ↑  Gelbhaus، Siegmund (1893). Das Targum Scheni zum Buche Esther. ص. 11–20.
3. ↑  Amitay، Ory (2010). From Alexander to Jesus. Hellenistic culture and society. Berkeley: University of California Press. ص. 115. ISBN:978-0-520-26636-0.
4. ↑  Grossfeld، Bernard (1991). The Two Targums of Esther. Liturgical Press. ص. 19–25.
5. ↑  Kalimi، Isaac (2023). The book of Esther between Judaism and Christianity: the biblical story, self-identification, and antisemitic interpretation. Cambridge New York (N.Y.): Cambridge University Press. ص. 201. ISBN:978-1-009-26612-3.